# The Lark Ascending
The Lark Ascending (L'alosa Ascendent) és una obra per a violí i orquestra escrita el 1914 pel compositor anglès Ralph Vaughan Williams. La composició s'inspirà en un poema de George Meredith del mateix nom sobre el l'alosa vulgar. És una de les peces més populars en el repertori clàssic entre els oients britànics.
L'obra es va escriure i dedicar al violinista anglesa Marie Hall, que l'estrenà amb acompanyament de piano. Al contrari de la imaginació popular, de fet Vaughan Williams va escriure els esbossos mentre mirava els vaixells de guerra que creuaven el canal durant la Primera Guerra Mundial. Un noi petit el veia fent els esbossos i, pensant que estava apuntant un codi secret, informava a la policia que posteriorment arrestava el compositor.
La guerra aturà la composició, però fou revisada el 1920 i estrenada sota la direcció d'Adrian Boult el 14 de juny de 1921, una altra vegada amb Marie Hall com a solista.
L'ús de l'escala pentatònica allibera el violí d'un centre tonal dur, i mostra el costat impressionista de l'estil de Vaughan Williams.